# Lycosa nigrotibialis
Lycosa nigrotibialis là một loài nhện trong họ Lycosidae.
Loài này thuộc chi Lycosa. Lycosa nigrotibialis được Eugène Simon miêu tả năm 1884.